# مقاطعة طهران
مقاطعة طهران (بالفارسية: شهرستان تهران) مقاطعة إيرانية في محافظة طهران. مركزها هي مدينة طهران.بلغ تعداد سكانها حسب تعداد عام 2006 7,882,843 نسمة شكّلون 2,313,002 أسرة.